# Kotlasy
Kotlasy (deutsch Kottlas, auch Kotlas, Gottlass) ist eine Gemeinde in Tschechien. Sie liegt acht Kilometer südlich von Žďár nad Sázavou und gehört zum Okres Žďár nad Sázavou.

## Geographie
Kotlasy befindet sich rechtsseitig des Baches Bohdalovský potok in der Böhmisch-Mährischen Höhe. Westlich liegt der Teich Rendlíček und im Nordosten der Stausee Ostrov. Südlich erstreckt sich das Waldgebiet des Černý les. Im Nordosten erhebt sich der Zemanův kopec (558 m).
Nachbarorte sind Vatín im Norden, Sazomín und Obyčtov im Nordosten, Ostrov nad Oslavou im Osten, Radostín nad Oslavou und Znětínek im Süden, Pokojov im Südwesten, Újezd im Westen sowie Březí nad Oslavou im Nordwesten.

## Geschichte
Die erste schriftliche Erwähnung von Kotlasy erfolgte im Jahre 1349.
1353 übergab Adam von Konice gemäß dem letzten Willen Jan von Tasovs das Dorf zusammen mit der wüsten Ansiedlung Bukaw Kotlasy dem Zisterzienserkloster Saar. 1437 beschuldigten die Hecht von Rossitz Wenzel und Georg von Krawarn auf Meziříčí der Bemächtigung mehrerer dem Kloster gehöriger Dörfer, darunter Kotlasy. Der Besitzstreit dauerte bis zum Ende des 15. Jahrhunderts, danach wurde Kotlasy wieder dem Kloster zugesprochen.
Nach der Aufhebung der Patrimonialherrschaften bildete Kotlasy ab 1850 eine Gemeinde im politischen Bezirk Neustadtl.
Seit 1949 gehört die Gemeinde zum Okres Žďár nad Sázavou. Im Jahre 2000 lebten in Kotlasy 136 Menschen.

## Gemeindegliederung
Für die Gemeinde Kotlasy sind keine Ortsteile ausgewiesen.

## Sehenswürdigkeiten
- Kapelle an Dorfplatz
- Teich Rendlíček mit 42 ha Wasserfläche und Feriensiedlungen
- Kruzifix an der Straße nach Březí nad Oslavou
- Kreuz am Feldweg nach Ostrov nad Oslavou